# Vîșenne (Vîșenne), Bilohirsk
Vîșenne (în ucraineană Вишенне) este localitatea de reședință a comunei Vîșenne din raionul Bilohirsk, Republica Autonomă Crimeea, Ucraina.

## Demografie
Componența lingvistică a localității Vîșenne
     Rusă (58,2%)
     Tătară crimeeană (34,89%)
     Ucraineană (6,35%)
     Alte limbi (0,15%)
Conform recensământului din 2001, majoritatea populației localității Vîșenne era vorbitoare de rusă (58,2%), existând în minoritate și vorbitori de tătară crimeeană (34,89%) și ucraineană (6,35%).